# Naing Zayar Htun
Naing Zayar Htun (* 28. Dezember 1985 in Rangun) ist ein myanmarischer Fußballspieler.

## Karriere

### Verein
Von 2010 bis 2014 spielte Naing Zayar Htun bei Yangon United. Der Verein aus  Rangun spielte in der höchsten Liga des Landes, der Myanmar National League. Mit dem Verein wurde der Torwart 2011, 2012 und 2013 Meister. 2014 wurde er Vizemeister. 2015 wechselte er zum Ligakonkurrenten Nay Pyi Taw FC nach Naypyidaw. Nach der Saison 2015 musste der Club als 12. der Tabelle den Weg in die Zweitklassigkeit antreten. 2016 spielte er für den Club in der zweiten Liga, der MNL-2. Zwekapin United, ein Erstligist aus Hpa-an, nahm ihn ab 2017 unter Vertrag. 

### Nationalmannschaft
2012 spielte Naing Zayar Htun zweimal für die myanmarische Nationalmannschaft.

## Erfolge
Yangon United
- Myanmar National League

Meister: 2011, 2012, 2013
Vizemeister: 2014